# Jens Jasche
Jens Jasche, född 1981 i Essen, är en tysk-svensk forskare, verksam vid Oskar Klein Centre och Fysikum vid Stockholms universitet, och med kosmologi och maskininlärning som specialområde.

## Akademisk karriär
Jasche har en grundutbildning i fysik från Hannovers universitet. Han fortsatte med doktorandstudier vid Max Planck-institutet för astrofysik(en) och disputerade 2010 med en avhandling som innehöll grundläggande insatser för det nya forskningsområdet "cosmic field-level inference".
Tillsammans med systemutvecklaren Stuart McAlpine söker han med hjälp av maskininlärning, AI, revolutionerande statistisk teknik och numerisk simulering utveckla en digital, och unik, tvilling av vårt universum.
Jasche är sedan 2018 verksam vid Stockholms universitet och hans akademiska publicering har (2025) enligt Scopus nära 5 000 citeringar och ett h-index på 28.

## Nobelpriset 2024
Stockholms universitet rekommenderade Jasche samt Jan Conrad, professor i astropartikelfysik, för att ge kommentarer kring 2024 års Nobelpris i fysik, det som tilldelades John J. Hopfield, Princeton University, och Geoffrey Hinton, University of Toronto, ”för grundläggande upptäckter och uppfinningar som möjliggör maskininlärning med artificiella neuronnätverk”.

## Utmärkelser
Jasche är sedan 2020 invald (engelska: elected fellow) i International Astrostatistics Association.